# Talara violaceogriseus
Talara violaceogriseus är en fjärilsart som beskrevs av Rothschild 1913. Talara violaceogriseus ingår i släktet Talara och familjen björnspinnare. Inga underarter finns listade i Catalogue of Life.